# Чемпионат мира по конькобежному спорту на отдельных дистанциях 2012 — командная гонка (мужчины)
Соревнования в командной гонке на 8 кругов среди мужчин на чемпионате мира по конькобежному спорту на отдельных дистанциях 2012 года прошли 25 марта на катке Тиалф в Херенвене, Нидерланды. В забегах приняли участие 8 команд.
Золотую медаль завоевала команда Нидерландов, серебро у команды США, бронза у сборной России, которая повторила такое же достижение 2007 года.

## Медалисты
| Золото                                                | Серебро                                         | Бронза                                                 |
| Нидерланды · Свен Крамер · Кун Вервей · Ян Блокхёйсен | США · Шани Дэвис · Брайан Хансен · Джонатан Кук | Россия · Иван Скобрев · Денис Юсков · Евгений Лаленков |

## Рекорды
| Мировой рекорд     | Свен Крамер, Карл Верхейен, Эрбен Веннемарс   | 3:37.80 | Солт-Лейк-Сити | 11 марта 2007   |
| Рекорд чемпионатов | Свен Крамер, Карл Верхейен, Эрбен Веннемарс   | 3:37.80 | Солт-Лейк-Сити | 11 марта 2007   |
| Рекорд катка       | Свен Крамер, Карл Верхейен, Ваутер Олде Хёвел | 3:40.20 | Херенвен       | 24 февраля 2008 |

## Соревнование
| Место | Пара | Страна           | Спортсмены                                                     | Время   | Отставание | Прим. |
| ----- | ---- | ---------------- | -------------------------------------------------------------- | ------- | ---------- | ----- |
| 1     | 3    | Нидерланды       | Свен Крамер Кун Вервей Ян Блокхёйсен                           | 3:41.43 |            |       |
| 2     | 4    | США              | Шани Дэвис Брайан Хансен Джонатан Кук                          | 3:43.42 | +1.99      |       |
| 3     | 2    | Россия           | Иван Скобрев Денис Юсков Евгений Лаленков                      | 3:43.62 | +2.19      |       |
| 4     | 1    | Канада           | Денни Моррисон Матьё Жиру Лукас Маковски                       | 3:44.38 | +2.95      |       |
| 5     | 1    | Норвегия         | Сверре Лунде Педерсен Ховард Бёкко Кристиан Рейстад Фредриксен | 3:46.33 | +4.90      |       |
| 6     | 3    | Германия         | Патрик Беккерт Марко Вебер Роберт Леман                        | 3:46.48 | +5.05      |       |
| 7     | 4    | Республика Корея | Ли Сын Хун Джу Хён Джун Ко Бён Вук                             | 3:47.18 | +5.75      |       |
| 8     | 2    | Польша           | Збигнев Брудка Конрад Нидзведски Ян Жимански                   | 3:47.72 | +6.29      |       |